# حرم الحصين (السدة)

تعديل مصدري - تعديل

حرم الحصين محلة تابعة لقرية الدثية، التابعة لعزلة وادي عصام بمديرية السدة إحدى مديريات محافظة إب في الجمهورية اليمنية.، بلغ تعداد سكانها 34 حسب تعداد اليمن لعام 2004.